# Cát Lâm (xã)
Cát Lâm là một xã thuộc huyện Phù Cát, tỉnh Bình Định, Việt Nam.
Xã có diện tích 69,55 km², dân số năm 2014 là 7.150 người, mật độ dân số đạt 103 người/km².
Kinh tế: nông nghiệp, lâm nghiệp.

## Hành chính
Xã Cát Lâm được chia thành 5 thôn: An Điềm, Đại Khoang, Hiệp Long, Long Định, Thuận Phong.